# Аревабуйр
Аревабуйр (арм. Արևաբույր ) — село в области Арарат в Армении.
Главой сельской общины является Манукян Дживан.

## География
Село Аревабуйр находится в юго-западном части Республики Армения, северо-западном части региона в 11 километрах на север от города Арташата , 15 км на юг Еревана и входит в состав Араратского марза, район Арташата, в Араратском долине. Расположено в непосредственной близости к главной автомагистрали M2, через село проходит дорога H-8, которая соединяет Ереван с селами Араратской долины. Находится на высоте 830 метров над уровнем моря. Протяжённостью в 700 метров с запада на восток и 800 метров с севера на юг занимает территорию 50 гектаров. Село расположено рядом с сёлами Джраовит, Мргаван, Мхчян, Овташен.

## Население
По данным «Сборника сведений о Кавказе» за 1880 год в селе Харатлу Эриванского уезда по сведениям 1873 года было 45 дворов и проживало 303 азербайджанца (указаны как «татары»), которые были шиитами.
По данным Кавказского календаря на 1912 год, в селе Харатлу Эриванского уезда проживало 396 человек, в основном азербайджанцев, указанных как «татары».
| Год  | Численность | Численность |
| ---- | ----------- | ----------- |
| 1831 | 183         | [ 5 ]       |
| 1873 | 303         | [ 6 ]       |
| 1926 | 164         | [ 5 ]       |
| 1939 | 206         | [ 5 ]       |
| 1959 | 314         | [ 5 ]       |
| 1970 | 268         | [ 5 ]       |
| 1979 | 696         | [ 5 ]       |
| 1989 | 951         | [ 7 ]       |
| 2001 | 1117        | [ 5 ]       |
| 2011 | 1026        | [ 8 ]       |